# لین جیسف
لین جیسف (انگلیسی: Lien Gisolf؛ ۱۳ ژوئیه ۱۹۱۰ – ۳۰ مه ۱۹۹۳ (aged 82)) ورزشکار دو و میدانی اهل پادشاهی هلند بود.
وی در مسابقات کشوری و بین‌المللی در مجموع برندهٔ ۲ مدال نقره شده‌است.